# 町田市立成瀬中央小学校
町田市立成瀬中央小学校（まちだしりつなるせちゅうおうしょうがっこう）は、東京都町田市成瀬二丁目にある公立小学校。地元では成瀬を省き「中央小」と呼ばれている。

## 交通
- 東急こどもの国線こどもの国駅より約1.9km
- JR横浜線成瀬駅より約1.7km

## 教育方針
以下の教育目標および教育方針が掲げられている。成瀬台中学校・成瀬台小学校との連携を図っている。
1. よく考え行動する子供
2. お互いを大切にし、共に生きる子供
3. 心も体もたくましい子供